# Território de Minnesota

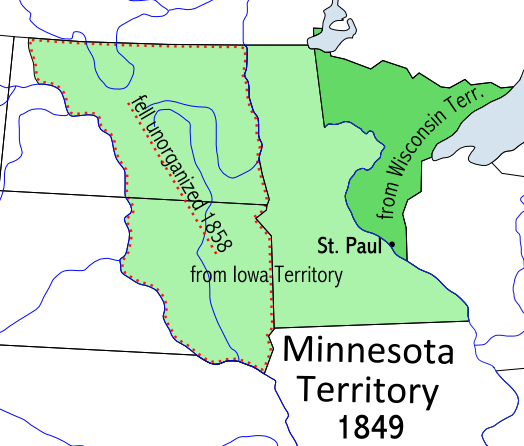
Mapa do Território de Minnesota.

O Território de Minnesota foi um território organizado incorporado dos Estados Unidos que existiu de 3 de março de 1849 até 11 de maio de 1858, quando a porção oriental do território foi admitida à União como o Estado de Minnesota.
Os limites do Território de Minnesota, conforme escavados no Território de Iowa, incluíam a atual região de Minnesota e a maior parte do que mais tarde se tornou o Território de Dakota a leste do Rio Missouri. O Território de Minnesota também incluiu partes do Território de Wisconsin que não se tornaram parte de Wisconsin, localizado entre o rio Mississippi e Wisconsin, incluindo a "Arrowhead Region".
Na época de sua formação, o território que agora é Minnesota continha três assentamentos "brancos" significativos: St. Paul, St. Anthony (agora parte de Minneapolis) e Stillwater. As principais instituições territoriais foram divididas entre as três: St. Paul foi eleita a capital; Minneapolis foi escolhida como sede da Universidade de Minnesota; e Stillwater foi escolhida como o local da Prisão Territorial de Minnesota.